# 若親分を消せ
『若親分を消せ』（わかおやぶんをけせ）は、1967年2月17日に大映が配給した、中西忠三監督、市川雷蔵主演の任侠映画である。『悪名シリーズ』と並ぶ、大映製作の代表的任侠映画として、市川雷蔵主演でシリーズ化され、合計8作品が製作された中の、第6作である。

## あらすじ
亡き父親の旧友である、三野組の弥五郎が汽車の中で殺害され、殺害した者も不明であった。弥五郎は今わの際に「水上のよろい」と言い残した。弥五郎殺害の手がかりを求めて、水上の料亭に板前としてもぐりこんだ南条は、とあるやくざ組織が秘密を握っているのではないかと考える。

## 配役
- 市川雷蔵 :南条武
- 藤村志保 : 千代竜
- 柴田美保子 : 小日向英子
- 木暮実千代 : 神部さだ
- 千波丈太郎 : 猪之吉
- 五味龍太郎 : 三田村鉄平
- 平泉征 : 神部勝巳
- 佐々木孝丸 : 小日向源八
- 鳳啓助 : 平助
- 京唄子 : 女中お北
- 戸田皓久 : 竹村少佐
- 水原浩一 : 佐藤忠一
- 守田学 : 高野
- 伊東光一 : 三野弥五郎
- 南部彰三 : 渡辺
- 南条新太郎 : 板前松
- 木村玄 : 勘三
- 草薙幸二郎 : 北村亀之助
- 安部徹 : 鎧大吉

## スタッフ
- 監督 : 中西忠三
- 企画 : 奥田久司
- 撮影 : 今井ひろし
- 美術 : 太田誠一
- 音楽 : 渡辺岳夫
- 編集 : 菅沼完二
- 脚本 : 浅井昭三郎

## 若親分シリーズ
- 『若親分』 (1965年) 池広一夫監督
- 『若親分出獄』 (1965年) 池広一夫監督
- 『若親分喧嘩状』 (1966年) 池広一夫監督
- 『若親分乗り込む』 (1966年) 井上昭監督
- 『若親分あばれ飛車』 (1966年) 田中重雄監督
- 『若親分を消せ』 (1967年) 中西忠三監督
- 『若親分兇状旅』 (1967年) 森一生監督
- 『若親分千両肌』 (1967年) 池広一夫監督

## 併映作品
- 『ラーメン大使』: 島耕二監督作品